# Eikesdalsvatnet
Het Eikesdalsvatnet (Eikesdalmeer) is een meer in de gemeente Molde in de Noorse provincie Møre og Romsdal dat het grootste deel van het Eikesdal beslaat.
Het meer is maximaal 20 km lang, slechts 1,7 km breed, heeft een oppervlakte van 23,14 km² en is daarmee het grootste meer in Møre og Romsdal. De maximale diepte is 155 m. Het meer is noord-zuid georiënteerd.
Het krijgt zijn water vooral van de rivier Aura, die ontspringt aan het hoger gelegen stuwmeer Aursjøen, en die het Eikesdalmeer binnenstroomt aan het zuidelijke uiteinde nabij het plaatsje Eikesdalen. Ook de rivier Mardøla, met de hoogste waterval van Europa, de Mardalsfossen, geeft zijn water af aan het Eikesdalmeer.
Het meer watert af via de rivier Eira naar de 6 km noordelijker gelegen Eresfjord.
Het Eikesdalmeer is omgeven door bergtoppen tussen de 1500 en 1800 m, waaronder de Juratinden (1.712 m) en de Fløtatinden (1.711 m). De steile hellingen om het meer maken het gebied zeer gevoelig voor aardverschuivingen. De oevers van het meer zijn begroeid met loofbossen, waaronder het grootste hazelaarbos van Noord-Europa.
De Fylkesvei 191 (provinciale weg 191) loopt langs de oostelijke oever van het meer en verbindt Eikesdalen met Øverås en Eresfjorden.
In het zomerseizoen verbindt de veerboot MF «Mardøla" Eikesdalen aan het zuidelijke uiteinde met Øverås in het noorden.